# The Pop Hits
The Pop Hits — сборник шведской поп-рок-группы Roxette, выпущенный 24 марта 2003 года.

## История альбома
Песни «Opportunity Nox», «Little Miss Sorrow», «Makin’ Love to You», «Better Off on Her Own» и «Bla Bla Bla Bla Bla (You Broke My Heart)» были впервые записаны для этого альбома. Композиция Stupid появлялась ранее на сольном альбоме Пера Гессле The World According to Gessle, но версия на сольнике Гессле и на альбоме Roxette отличаются, в частности, версия Roxette вошла в саундтрек к фильму шведского режиссёра Йонаса Акерлунда Spun. Заглавная композиция Opportunity Nox вышла на сингле.
Из-за неожиданной болезни Мари Фредрикссон промоушн альбома был сильно сокращен, в частности были отменены все запланированные живые выступления в Бенилюксе в рамках проекта The Night of the Proms.

## Список композиций
| №                   | Название                  | Длительность |
| ------------------- | ------------------------- | ------------ |
| 1.                  | «Opportunity Nox»         | 2:59         |
| 2.                  | «The Look»                | 3:58         |
| 3.                  | «Dressed for Success»     | 4:12         |
| 4.                  | «Dangerous»               | 3:50         |
| 5.                  | «Joyride»                 | 4:01         |
| 6.                  | «The Big L.»              | 4:30         |
| 7.                  | «Church of Your Heart»    | 3:23         |
| 8.                  | «How Do You Do!»          | 3:12         |
| 9.                  | «Sleeping in My Car»      | 3:33         |
| 10.                 | «Run to You»              | 3:39         |
| 11.                 | «June Afternoon»          | 4:13         |
| 12.                 | «Stars»                   | 3:57         |
| 13.                 | «The Centre of the Heart» | 3:22         |
| 14.                 | «Real Sugar»              | 3:17         |
| 15.                 | «Little Miss Sorrow»      | 3:54         |
| Общая длительность: | Общая длительность:       | 56:06        |

| №                   | Название                                   | Длительность |
| ------------------- | ------------------------------------------ | ------------ |
| 1.                  | «Stupid»                                   | 3:25         |
| 2.                  | «Makin’ Love to You»                       | 3:52         |
| 3.                  | «Better Off on Her Own»                    | 2:50         |
| 4.                  | «Bla Bla Bla Bla Bla (You Broke My Heart)» | 4:36         |
| Общая длительность: | Общая длительность:                        | 13:31        |

## Синглы
- Opportunity Nox (07243 5 51897 2 1)
  1. Opportunity Nox (3:01)
  2. Fading Like a Flower (4:08) (Live. Записано в Forrest National, Брюссель, Бельгия, 22 октября 2001 года)
  3. Breathe (4:33) (Tits & Ass demo, январь 2002)